# Valdepeñas
Valdepeñas là một đô thị thuộc Ciudad Real, Castile-La Mancha, Tây Ban Nha.

## Thành phố kết nghĩa
- Cognac,  Pháp